# For You (Liam Payne e Rita Ora)
For You è un singolo dei cantanti britannici Liam Payne e Rita Ora, pubblicato il 5 gennaio 2018 come primo estratto dalla colonna sonora Fifty Shades Freed: Original Motion Picture Soundtrack, come quarto estratto dal primo album in studio di Liam Payne LP1 e come terzo estratto dal secondo album in studio di Rita Ora Phoenix.

## Descrizione
Seconda traccia della colonna sonora, For You è un brano elettropop e dance, scritta da Ali Payami, Ali Tamposi e Andrew Watt.

## Promozione
Il 3 gennaio 2018 i due interpreti hanno presentato un'anteprima della canzone, oltre a rivelarne la data d'uscita. I cantanti hanno eseguito il brano in diretta nel corso dei BRIT Awards 2018.

## Accoglienza
Kate Solomon del Guardian definisce il pezzo «tempestoso» oltre che in generale la canzone risulti «ampia, sorprendente, romantica e brillante» afferma che Payne «si è ritrovato in una bella canzone per la prima volta dai tempi di Steal My Girl» trovando  «sconcertante che lui fa una strofa e la Ora il resto».

## Video musicale
Il video, reso disponibile il 26 gennaio 2018, è stato girato presso l'Oheka Castle di Huntington.

## Tracce
Testi e musiche di Ali Payami, Ali Tamposi e Andrew Watt, eccetto dove indicato.
Download digitale
1. For You – 4:05

CD singolo (Germania, Austria e Svizzera)
1. For You – 4:04
2. Hailee Steinfeld e BloodPop – Capital Letters – 3:39 (Ellie Goulding, BloodPop, Rachel Keen, Ely Weisfeld, Andrew Jackson, Hailee Steinfeld)

## Formazione
Musicisti
- Liam Payne – voce, cori
- Rita Ora – voce, cori
- Andrew Watt – chitarra, cori
- Niklas Ljungfelt – chitarra
- Ali Payami – basso, tastiera, corno, percussioni, batteria, cori, programmazione
- Ali Tamposi – cori
- Max Grahn – cori
- Jakob Jerlström – cori
- Peter Karlsson – cori

Produzione
- Ali Payami – produzione
- Andrew Watt – produzione vocale
- Peter Karlsson – produzione vocale
- Șerban Ghenea – missaggio
- John Hanes – assistenza al missaggio
- Sam Holland – ingegneria del suono
- Cory Bice – assistenza all'ingegneria del suono
- Jeremy Lertola – assistenza all'ingegneria del suono
- Dave Kutch – mastering

## Successo commerciale
Nel Regno Unito For You ha esordito all'undicesima posizione numero della Official Singles Chart, salendo cinque settimane dopo alla posizione numero otto. Il brano è rimasto tra le prime dieci posizioni per quattro settimane consecutive, divenendo il secondo ad apparire tra le prime dieci posizioni di Payne nella carriera solista e il dodicesimo di Ora. Grazie a ciò Ora ha eguagliato il record detenuto da Shirley Bassey e Petula Clark per il maggior numero di brani tra le prime dieci posizioni della classifica per un'artista britannica.

## Classifiche

### Classifiche settimanali
| Classifica (2018-20) | Posizione massima |
| -------------------- | ----------------- |
| Australia            | 15                |
| Austria              | 4                 |
| Belgio (Fiandre)     | 8                 |
| Belgio (Vallonia)    | 14                |
| Bulgaria             | 3                 |
| Canada               | 63                |
| Croazia              | 8                 |
| Danimarca            | 17                |
| Estonia              | 8                 |
| Finlandia            | 16                |
| Francia              | 33                |
| Germania             | 1                 |
| Grecia               | 9                 |
| Irlanda              | 17                |
| Italia               | 31                |
| Islanda              | 24                |
| Lettonia             | 7                 |
| Libano               | 1                 |
| Lussemburgo          | 2                 |
| Norvegia             | 10                |
| Nuova Zelanda        | 34                |
| Paesi Bassi          | 35                |
| Polonia              | 3                 |
| Portogallo           | 3                 |
| Regno Unito          | 8                 |
| Repubblica Ceca      | 2                 |
| Romania              | 16                |
| Russia               | 124               |
| Slovacchia           | 2                 |
| Slovenia             | 3                 |
| Spagna               | 47                |
| Stati Uniti          | 76                |
| Svezia               | 15                |
| Svizzera             | 3                 |
| Ucraina              | 193               |
| Ungheria             | 16                |

### Classifiche di fine anno
| Classifica (2018) | Posizione |
| ----------------- | --------- |
| Australia         | 87        |
| Austria           | 64        |
| Belgio (Fiandre)  | 38        |
| Belgio (Vallonia) | 81        |
| Bulgaria          | 5         |
| Croazia           | 17        |
| Estonia           | 67        |
| Francia           | 124       |
| Germania          | 37        |
| Islanda           | 40        |
| Polonia           | 17        |
| Regno Unito       | 75        |
| Romania           | 72        |
| Slovenia          | 12        |
| Svizzera          | 35        |
| Ungheria          | 94        |